# Qui connaît madame Royal ?
 (février 2021).
Si vous disposez d'ouvrages ou d'articles de référence ou si vous connaissez des sites web de qualité traitant du thème abordé ici, merci de compléter l'article en donnant les références utiles à sa vérifiabilité et en les liant à la section « Notes et références ».
Qui connaît madame Royal ? est un livre publié en 2007 et rédigé sous forme d'entretien entre Éric Besson, député socialiste de la Drôme, et Claude Askolovitch, alors grand reporter au Nouvel Observateur.

## Contenu
Ce livre retrace les circonstances qui ont entouré la démission d'Éric Besson de son poste de secrétaire national à l’économie du Parti socialiste, le 14 février 2007, à quelques semaines de l'élection présidentielle française de 2007. 
Le député y explique ses désaccords profonds avec la stratégie de la candidate socialiste Ségolène Royal qui, interrogée sur le sens de cette démission, avait répondu aux journalistes « Qui connaît Monsieur Besson ? ». Plus tard, elle reprochera à son ex-compagnon François Hollande d’avoir confié le poste de poste de secrétaire national à l’économie, à un cadre du groupe Vivendi qui n’était pas économiste de formation.
Aussi virulent à l'égard de Ségolène Royal, qu'il accuse de « populisme » et d'« amateurisme », que des personnalités socialistes dont l'attitude a, selon lui, aggravé la crise du PS, Éric Besson déclare qu'il « ne reviendra jamais dans ce Parti socialiste là ». Quelques semaines plus tard, il annonce son ralliement à la candidature de Nicolas Sarkozy. Après l’élection, il obtient un poste de secrétaire d’État dans le gouvernement de François Fillon.